# Episodi di Studio 57 (seconda stagione)
La seconda stagione della serie televisiva Studio 57 è stata trasmessa in anteprima negli Stati Uniti d'America in syndication tra il 3 settembre 1955 e il 17 giugno 1956.
| nº | Titolo originale                | Titolo italiano | Prima TV USA      | Prima TV Italia |
| -- | ------------------------------- | --------------- | ----------------- | --------------- |
| 1  | Young Couples Only              |                 | 3 settembre 1955  |                 |
| 2  | Who's Been Sitting in My Chair? |                 | 10 settembre 1955 |                 |
| 3  | Diagnosis of a Selfish Lady     |                 | 17 settembre 1955 |                 |
| 4  | The Senorita and the Texan      |                 | 24 settembre 1955 |                 |
| 5  | My Son Is Gone                  |                 | 1º ottobre 1955   |                 |
| 6  | Nailed Down                     |                 | 8 ottobre 1955    |                 |
| 7  | Win a Cigar                     |                 | 15 ottobre 1955   |                 |
| 8  | Waterhole                       |                 | 22 ottobre 1955   |                 |
| 9  | Vacation with Pay               |                 | 1º novembre 1955  |                 |
| 10 | No Place Like Home              |                 | 8 novembre 1955   |                 |
| 11 | Death Dream                     |                 | 15 novembre 1955  |                 |
| 12 | Forest Magic                    |                 | 22 novembre 1955  |                 |
| 13 | The Girl in the Bathing Suit    |                 | 29 novembre 1955  |                 |
| 14 | Night Tune                      |                 | 5 dicembre 1955   |                 |
| 15 | I'll Always Love You, Natalie   |                 | 12 dicembre 1955  |                 |
| 16 | Santa's Old Suit                |                 | 19 dicembre 1955  |                 |
| 17 | Episode #2.17                   |                 | 26 dicembre 1955  |                 |
| 18 | Banana Boat to Blanca Cay       |                 | 3 gennaio 1956    |                 |
| 19 | Georgia Man                     |                 | 10 gennaio 1956   |                 |
| 20 | Rope Enough                     |                 | 24 gennaio 1956   |                 |
| 21 | The Finishers                   |                 | 31 gennaio 1956   |                 |
| 22 | A Farewell Appearance           |                 | 7 febbraio 1956   |                 |
| 23 | Who's Calling?                  |                 | 14 febbraio 1956  |                 |
| 24 | The Black Road                  |                 | 21 febbraio 1956  |                 |
| 25 | Deadline                        |                 | 28 febbraio 1956  |                 |
| 26 | The Baxter Boy                  |                 | 6 marzo 1956      |                 |
| 27 | The Rarest Stamp                |                 | 13 marzo 1956     |                 |
| 28 | The Magic Glass                 |                 | 20 marzo 1956     |                 |
| 29 | Exit Laughing                   |                 | 27 marzo 1956     |                 |
| 30 | A Tombstone for Taro            |                 | 3 aprile 1956     |                 |
| 31 | The Regulators                  |                 | 10 aprile 1956    |                 |
| 32 | Integrity                       |                 | 17 aprile 1956    |                 |
| 33 | Time, Tide and a Woman          |                 | 24 aprile 1956    |                 |
| 34 | My Baby Boy                     |                 | 1º maggio 1956    |                 |
| 35 | The Old Lady's Tears            |                 | 16 maggio 1956    |                 |
| 36 | The Great Wide World            |                 | 20 maggio 1956    |                 |
| 37 | The Faithful Heart              |                 | 27 maggio 1956    |                 |
| 38 | Out of Sight                    |                 | 3 giugno 1956     |                 |
| 39 | The Brown Leather Case          |                 | 10 giugno 1956    |                 |
| 40 | The Lonely Man                  |                 | 17 giugno 1956    |                 |